# Pro tempore
pro tempore, lateinisch für auf Zeit, vorübergehend, wird häufig verwendet, um anzuzeigen, dass eine Person ein Amt nur in Vertretung übernommen hat, bis der eigentliche Amtsinhaber (der z. B. durch eine schwere Krankheit auf unbestimmte Zeit verhindert ist) seinen Geschäften wieder nachgehen kann. Des Weiteren findet der Ausdruck gelegentlich bei rotierendem Vorsitz von Organisationen Verwendung, so etwa bei der Präsidentschaft von Mercosur und CELAC.